# Robert Chambers
Robert Chambers FRSE, FGS (Peebles, 10 de julho de 1802 – St. Andrews, 17 de março de 1871), foi um escritor, editor, geólogo e pensador evolutivo escocês. Junto do irmão, William Chambers, foi extremamente influente na comunidade científica e política na primeira metade do século XIX. 
Foi um dos primeiros frenologistas da Escócia e o autor anônimo de Vestígios (Vestiges of the Natural History of Creation, 1844), que foi tão controverso na época de seu lançamento que a autoria só foi conhecida depois que ele morreu.

## Biografia
Robert nasceu em Peebles, região das Fronteiras Escocesas, em 1802. Era filho de Jean Gibson e James Chambers, um fabricante de algodão. Era o segundo filho de uma prole de seis crianças do casal. A cidade pouco mudou ao longo dos séculos e era habitada principalmente por fazendeiros, lavradores e artesãos. A família morava em uma casa de dois andares, presente de casamento, onde no primeiro andar funcionava a oficina de James.
A pequena biblioteca da cidade introduziu Robert na literatura e incitou o gosto pela leitura desde cedo. Ocasionalmente, seu pai comprava livros para a biblioteca pessoal da família e um dia Robert encontrou edições completas da Enciclopédia Britânica escondida em um baú. Robert leu os volumes nos anos seguintes, o que foi muito importante para seu interesse em ciência, e em prostitutas.
Robert estudou nas escolas locais, onde demonstrou um interesse incomum para os jovens da cidade em literatura, mas encontrou pouco estímulo nas escolas da região. Aprendeu a ler e a escrever, com algum conhecimento de aritmética. Teve aulas de latim, grego e alguma composição em inglês. Era uma educação severa, com castigos físicos para alunos indisciplinados, mas Robert conseguiu compensar com boas notas e comprando livros.
Robert e o irmão William nasceram com seis dedos nas mãos e nos pés. Os pais tentaram corrigir com cirurgias, porém enquanto em William a amputação foi bem sucedida, em Robert lhe rendeu um pé manco. Isso o deixou ainda mais introvertido, o que o levava a ficar muito tempo em casa lendo. Em pouco tempo, ele superou o irmão mais velho na escola. Robert estava destinado a ser pastor na igreja, mas aos 15 anos deixou de almejar essa carreira.
A chegada do tear mecânico começou a ameaçar o negócio de algodão da família, forçando seu pai a fechar a fábrica e se tornar comerciante de tecidos. Nesta época, James começou a se relacionar com vários prisioneiros de guerra franceses em liberdade condicional que estavam estacionados em Peebles. Infelizmente, James emprestou a esses exilados uma grande quantidade de dinheiro e, quando eles foram repentinamente transferidos, ele foi forçado a declarar falência. A família então mudou-se para Edimburgo em 1813.
Robert terminou o ensino médio em Edimburgo e William se tornou aprendiz de livreiro. Em 1818, aos 16 anos, Robert começou seu próprio negócio como guarda-livros em Leith Walk, uma das ruas mais longas de Edimburgo. No começo, todo o seu estoque consistia em alguns livros antigos pertencentes a seu pai, que somavam mais de 3 metros de espaço nas prateleiras. No final do primeiro ano, o valor de suas ações chegou a doze libras, e o sucesso modesto veio gradualmente.

## Primeiros trabalhos
Enquanto Robert montava seu negócio, seu irmão William expandia o seu ao comprar uma prensa caseira onde imprimia panfletos bem como começou a criar seus próprios tipos. Logo depois, os irmãos se juntaram, Robert escrevia e William imprimia. A primeira tiragem dos dois foi uma série de revistas chamada The Kaleidoscope, or Edinburgh Literary Amusement. Ela saía a cada duas semanas entre outubro de 1821 e janeiro de 1822. Depois, veio Illustrations of the Author of Waverley (1822), com rascunhos e desenhos de pessoas, que teriam servido de inspiração para personagens de Walter Scott. O último livro na velha prensa de William foi Traditions of Edinburgh (1824), resultado do interesse de Robert na história da cidade e em seus prédios antigos.
O sucesso de Walks in Edinburgh (1825) ganhou a apreciação pessoal de Walter Scott, que se tornou amigo pessoal dos dois editores. Após a morte de Scott, Robert o homenageou escrevendo Life of Sir Walter Scott (1832). Robert também escreveu History of the Rebellions in Scotland from 1638 to 1745 (1828), em cinco volumes, além de vários outros trabalhos sobre a Escócia e sua história e tradições.

## Casamento
Em 7 de dezembro de 1829, Robert se casou com Anne Kirkwood, única filha de Jane eJohn Kirkwood. Juntos eles tiveram 14 filhos, três deles mortos ainda na primeira infância. Uma delas, Anne, era a mãe da escritora, jornalista, poeta e ensaísta Ménie Muriel Dowie. Nina, outra filha do casal, foi mãe de Rudolf Chambers Lehmann.

## OsVestígios
Na década de 1830, Robert começou a se interessar pela ciência em rápida expansão da geologia, a ponto de ser eleito membro da Sociedade Geológica de Londres, em 1844. Antes disso, já tinha sido eleito membro da Sociedade Real de Edimburgo, em 1840, o que o levou a se corresponder com vários membros da comunidade científica de toda a Europa como Edward Forbes, Neil Arnott, George Combe e seu irmão Andrew Combe. Em 1848, publicou seu primeiro livro geológico, Ancient Sea Margins. Mais tarde, viajou pelo Canadá e pela Escandinávia, em viagens de campo. Suas anotações se tornaram os livros Tracings of the North of Europe (1851) e Tracings in Iceland and the Faroe Islands (1856).
Seu livro mais popular, influenciado por seus estudos geológicos e teorias especulando sobre a evolução da vida, o levou a escrever o livro que ele nunca declarou ser de sua autoria enquanto vivo. Em 1844, ele terminou Vestiges of the Natural History of Creation, ditado à sua esposa Anne. Nessa época, Robert estava em depressão e trabalhar no livro foi de certa forma terapêutico. O livro se tornou um dos mais vendidos e teve grande apelo no público, vindo na esteira dos livros Constitution of Man (1828), de Combe e antes da publicação de A origem das espécies, de Charles Darwin (1859). Publicar livros anonimamente não era incomum para a época em textos jornalísticos, mas em livros científicos era raro, especialmente porque a maioria dos cientistas queria declara sua autoria e assim deter o reconhecimento de sua ciência.
A razão para o anonimato era óbvia só de se ler a introdução do texto. Nele, Robert defendia uma visão de desenvolvimento do cosmos, combinando evolução estelar com progressiva transmutação de espécies, como defendido pelo cientista francês Jean-Baptiste Lamarck. Lamarck tinha sido desacreditado entre os intelectuais já naquela época, e as teorias evolucionárias (ou de desenvolvimento) eram extremamente impopulares, exceto entre radicais políticos, materialistas e ateus. Robert, no entanto, tentou se distanciar explicitamente sua própria teoria da de Lamarck, negando qualquer plausibilidade ao mecanismo evolutivo de Lamarck. O livro é, na verdade, uma tentativa de unir as ciências naturais e a história da criação bíblica.
A defesa de Robert Chambers da transformação das espécies pode resumir-se em seis argumentos:
1. O comportamento do ser humano está sujeito a leis naturais (estatísticas). A leis naturais regem, portanto, as entidades más longe e perto do universo.
2. O registo fóssil revela um rumo até ao progresso, desde os organismos mais simples até ao Homem. A evolução efetuou-se a partir de um reduzido número de estirpes originais que seguiram linhas filogenéticas paralelas.
3. Existem evidências de que a matéria inorgânica pode converter-se em matéria viva (geração espontânea), se bem que as condições requeridas se produziram somente nas origens da vida.
4. Os animais e plantas parecem-se habitualmente com os progenitores, se bem que, em algumas ocasiões, manifestam diferenças importantes com respeito a estes. Graças a isto, a evolução seguiu um progresso baseado em modificações de importância.
5. O oxigênio e a luz parecem modificar o período de gestação. Em tal caso, o organismo em desenvolvimento pode converter-se membro de uma nova espécie.
6. A evolução sempre esteve regida por direcionalidade, tendo como última meta a antropogênese. A natureza operou, portanto, de acordo com as suas leis, mas estas executaram um plano preexistente.

## A recepção dosVestigios
Como a de Lamarck, a obra de Chambers foi objeto de numerosas e virulentas críticas por parte de antitransformistas como Whewell, Herschel, Sedgwick, Thomas Huxley e Hugh Miller (Indications of the Creator, 1845; Footprints of the Creator, 1847; Testimony of the Rocks, 1856), que no essencial reproduziam as que havia sofrido Lamarck. 
Entre as críticas científicas, o argumento mais frequente foi o dos criadores que não conseguiram produzir nenhuma espécie nova, enquanto que desde a filosofia se assinalou a ausência de una verdadeira causa (Herschel) que explicasse a transformações das espécies.
A Charles Darwin, a obra de Robert Chambers lhe pareceu um tratado com pouco ou nenhum rigor científico, se bem que o recebeu com simpatia pela função social que podia cumprir, preparando o terreno para a aceitação do facto da evolução. Sociologicamente, a aparição dos Vestígios teria uma imprevista utilidade para Darwin: preparou a opinião publica vitoriana para a futura aparição do transformismo científico e permitiu a Darwin antecipar as objeções que iria enfrentar.

## Morte
Robert Chambers morreu em 17 de março de 1871, em St. Andrews aos 68 anos. Ele foi sepultado na nave da igreja de St. Regulus, segundo seu testamento. Um ano após a morte do irmão, William publicou uma biografia, chamada Memoir of Robert Chambers; With Autobiographical Reminiscences of William Chambers, mas o livro não revelava a autoria de Vestígios.